# Vodochranilisjtje Teterinskoje
Vodochranilisjtje Teterinskoje (ryska: Водохранилище Тетеринское) är en reservoar i Belarus.   Den ligger i voblasten Mahiljoŭs voblast, i den nordöstra delen av landet, 150 km öster om huvudstaden Minsk. Vodochranilisjtje Teterinskoje ligger 196 meter över havet.
Trakten runt Vodochranilisjtje Teterinskoje består till största delen av jordbruksmark. Runt Vodochranilisjtje Teterinskoje är det ganska glesbefolkat, med 22 invånare per kvadratkilometer.